# Naiin
Naiin (naiin – no abuse in internet e. V.) war ein gemeinnütziger Verein von Unternehmen der Internet-Wirtschaft und der Netzgemeinde zum Zweck der Bekämpfung von Internetkriminalität und der Selbstregulierung. Der Verein mit Sitz in Berlin wurde am 18. August 2000 von Vertretern der Branche, Politik und Gesellschaft gegründet. Schirmherr ist seitdem Helmut Thoma. Seit Oktober 2016 ist der Webauftritt (naiin.org) offline, auf E-Mails wird nicht mehr reagiert.

## Schwerpunkte
Naiin richtete sich gegen jeglichen Missbrauch des Internets zu kriminellen Zwecken und trat für die Stärkung des Verbraucher- und Datenschutzes sowie von Bürgerrechten im Internet ein. Schwerpunktthemen waren unter anderem Terrorismus, Kinderpornografie, politischer Extremismus, Phishing, Informationssicherheit, Produktpiraterie, Jugendschutz, Spam und Mobilfunk.

## Aufgaben
Als eine zentrale Aufgabe nannte der Verein die Stärkung der Selbstregulierung in der Internet-Wirtschaft. Zum einen verfolgte Naiin damit das Ziel, Überregulierung zu vermeiden. Zum anderen sah der Verein in der Selbstregulierung einen Weg, international einheitliche Standards im Umgang mit Internetkriminalität und im Verbraucher- sowie Datenschutz zu etablieren. Insbesondere erarbeitete Naiin Verhaltenskodizes, denen sich Unternehmen verpflichten konnten. Der Verein betrieb außerdem eine Beschwerdestelle für illegale Internet-Inhalte.
Zentrale Bedeutung nahm für Naiin auch die Aufklärung von Internet-Nutzern über Internetkriminalität ein. Diese sollte über Aktionen, Veranstaltungen, Vortragsreihen, Kooperationen mit Medien und Bildungseinrichtungen sowie über Öffentlichkeitsarbeit erfolgen. Daneben betrieb Naiin Forschung im Auftrag von Behörden, Forschungseinrichtungen, Verbänden und Unternehmen, erarbeitete technische und rechtliche Maßnahmen gegen Internetkriminalität und bündelte im Rahmen von Task Forces (Arbeitsgruppen) Know-how sowie Expertise. Der Verein sah sich in diesem Zusammenhang als Plattform für den Erfahrungsaustausch seiner Mitglieder.
Besondere Aufgaben nahm Naiin ausschließlich für seine Mitglieder wahr. Hierzu zählten unter anderem die Übernahme der Funktion des Mediators, um in Streitigkeiten zwischen Mitgliedsunternehmen und deren Kunden zu vermitteln, des Abuse Managements sowie diverse Monitoring- und Screening-Services. Überdies konnten Mitgliedsunternehmen Naiin als externen Datenschutz- und Jugendschutzbeauftragten bestellen und so ihren gesetzlichen Verpflichtungen nachkommen.

## Mitglieder und Spenden
Der Verein finanzierte sich über Mitgliedschaften und Spenden. Mitglieder bei Naiin konnten Unternehmen jeder Größenordnung und Privatpersonen sein. Bei den Unternehmensmitgliedschaften unterschied der Verein zwischen Supporting, Full und Platinum Membership. Supporting Members hatten kein Stimmrecht auf der Mitgliederversammlung. Nach eigenen Angaben lag die Zahl der Mitglieder, Förderer und Unterstützer von naiin weltweit im fünfstelligen Bereich. Eines der größten Unternehmensmitglieder und zugleich ein Gründungsmitglied war der Internetdienstanbieter Strato, der mittlerweile zum Konzern der Deutschen Telekom AG gehört.

## Beschwerdestelle
Naiin betrieb ab November 2000 eine internationale Beschwerdestelle, über die Internetnutzer namentlich oder anonym illegale Inhalte melden konnten. Die Hinweise wurden nach einer rechtlichen Vorprüfung durch Naiin an die zuständigen Strafverfolgungsbehörden und verantwortlichen Provider im In- und Ausland weitergeleitet. Die Beschwerdestelle war auf Deutsch und Englisch verfügbar.
Im Zeitraum 2000 bis 2005 ging der Verein mehr als 126.000 Hinweisen auf illegale Internet-Inhalte nach. 57 Prozent dieser Hinweise betrafen den Bereich Kinderpornografie.

## Auszeichnungen
Der Verein wurde im Mai 2002 von der deutschen Bundesregierung für seine Leistungen auf dem Feld der Bekämpfung von Rechtsextremismus im Internet zum Botschafter der Toleranz ausgezeichnet.

## Eigene Mitgliedschaften
Naiin war Mitglied in dem von Bundesjustizministerium und Bundesinnenministerium initiierten Bündnis für Demokratie und Toleranz und unterstützte die von der deutschen Polizei ins Leben gerufene Initiative gegen Kinderpornografie. Der Verein war darüber hinaus Unterstützer des Arbeitskreises Vorratsdatenspeicherung, der größten zivilgesellschaftlichen Initiative gegen die EG-Richtlinie zur Vorratsdatenspeicherung (2006/24/EG).